# 福島FC
福島FC（ふくしまエフシー）は、福島県郡山市に存在したサッカークラブ。

## 概要
1951年に｢福島教員サッカー部｣（県教育委員会直轄）創部。1982年に国民体育大会のサッカー競技から教員団大会が無くなったのに伴い一般にも門戸を開放し、同時にチーム名を福島FCとした。
1993年のJリーグ開幕をきっかけに福島県でもJリーグ招致をという動きが活発になり、福島FCも1995年の国体開催終了後のジャパンフットボールリーグ(JFL)参戦を目指そうという計画が具体化したが、その前年1994年度の東北社会人サッカーリーグ準優勝、全国地域リーグ決勝大会でも2位に入り国体開催年のJFL入りを果たす。
1995年のJFL入りに際しては、単一チームだと両大会に出場することが困難なので、チームをJFL用、国体用の2班に分けて活動し、JFL用のチーム編成ではJリーグ経験者も招聘した。（実質的にJFLのチームがプロ＝トップチーム、国体用がアマチュア＝セカンドチームという位置づけだった）
1996年に元ジェフユナイテッド市原監督の永井良和を監督に招聘、プロ選手も本格的に補強し、Jリーグ参戦を念頭に置いたチーム作りを始め、1997年にJ2リーグの参加申請を行ったものの、郡山市の開成山陸上競技場、西部サッカーグラウンドの改修や1個人がチームの財政支援を行っており、当該の1個人の自己資産及び個人の親族から20億円の資金を借り入れてチームの運営をしていたが弁済の目処がつかずに破産、日本サッカー協会が1個人の資産によりチーム運営をしていた事を問題視し、同クラブの解散を決定。
1996年の天皇杯では、11位までに与えられるJFLシードを逃したが福島県代表として出場し、県代表初のJリーグクラブに対する勝利（VSジュビロ磐田）を演じている。
現在福島FCでかつてプレーしていたアマチュア選手（1995年の国体用チームの大半が所属）を中心に結成された「FCプリメーロ」が福島県をホームタウンにして活動しており、将来の日本フットボールリーグ(JFL)参戦を目指している。また1997年にジェフユナイテッド市原のサッカースクールを引き継いで設立されたジュニアチームは解散後も存続し、「FCゴデーレ」への改称を経て現在はビアンコーネ福島の下部組織として活動している。
その後福島県内にあるFCペラーダ福島が2008年に福島ユナイテッドFCと改称してJリーグを目指すことになり、2013年にFCプリメーロより先にJFLに参入。同年Jリーグ準加盟クラブの承認を経て2014年にJ3リーグに参入したことにより福島県初のJリーグチームとなった。

## 試合で使われたスタジアム
ホームスタジアム
- 郡山総合運動場開成山陸上競技場（メイン）
- 郡山市営西部サッカー場（サブ）

その他のホームゲーム会場
基本的に郡山市の2か所を本拠としていたが、県内各地を巡回する日程が組まれ、次の4つの自治体でも年1-3試合のペースで試合が行われた。特に1996年は郡山の2か所で半数の日程を行い、残りの半数が巡回開催であった。
- 福島市 福島県営あづま陸上競技場
- いわき市 いわきグリーンフィールド（いわきG）、いわき陸上競技場（いわき陸 1995のみ）
- 鏡石町 鳥見山陸上競技場
- 双葉町 Jヴィレッジスタジアム（Jヴィレ 1997のみ 県内のJFL開催スタジアムにおいて唯一照明設備があり、ナイターも行われた）

年度別・競技場別の試合数
| 年度   | 開成山 | 郡山西部 | その他                             |
| ------ | ------ | -------- | ---------------------------------- |
| 1995年 | 5      | 4        | 鳥見山3 あづま1 いわきG1 いわき陸1 |
| 1996年 | 4      | 3        | あづま3 いわきG3 鳥見山2           |
| 1997年 | 5      | 4        | あづま2 Jヴィレ2 いわきG1 鳥見山1  |

## 成績
| 年度 | カテゴリ | 順位 | 勝点 | 試合 | 勝 | 分 | 敗 | 得点 | 失点 | 得失 |
| ---- | -------- | ---- | ---- | ---- | -- | -- | -- | ---- | ---- | ---- |
| 1992 | 東北     | 4位  | 16   | 14   | 6  | 4  | 4  | 26   | 18   | +8   |
| 1993 | 東北     | 4位  | 11   | 14   | 4  | 3  | 7  | 20   | 32   | -12  |
| 1994 | 東北     | 2位  | 21   | 14   | 10 | 1  | 3  | 51   | 16   | +35  |
| 1995 | JFL      | 13位 | 33   | 30   | 11 | -  | 19 | 24   | 67   | -43  |
| 1996 | JFL      | 14位 | 22   | 30   | 7  | -  | 23 | 30   | 63   | -33  |
| 1997 | JFL      | 10位 | 38   | 30   | 13 | -  | 17 | 38   | 54   | -16  |

## タイトル

### カップ戦
- 全国地域リーグ決勝大会
  - 準優勝：1回 (1994年)

## 主な在籍選手
- 鋤柄昌宏
- 郭慶根（韓国）
- ジャイルトン（ブラジル）
- 竹元義幸
- 橋本幸一
- 江本城幸
- 瀬川誠
- 竹原欣也
- 碓氷幸一
- 小林慎二
- 仲村浩二（現・尚志高等学校サッカー部監督）